# Magnolia beccarii
Magnolia beccarii är en magnoliaväxtart som först beskrevs av Henry Nicholas Ridley, och fick sitt nu gällande namn av Ined. Magnolia beccarii ingår i släktet Magnolia och familjen magnoliaväxter. Inga underarter finns listade i Catalogue of Life.